# Комин
 Тази статия е за димоотвеждащото съоръжение.  За селището във Франция вижте Комин (Франция).  
Коминът или димоотводът представлява техническа структура за извеждане в атмосферата на горещи газове и дим от печки, фурни, камини и бойлери и други горивни инсталации. Комините намират приложение при сгради, кораби и парни локомотиви.

## Начин на функциониране
Нормалната работа на комина се базира на т.нар. „коминен ефект“. Той осигурява подемна сила за извеждане на изгорелите газове поради по-лекия газов стълб в комина спрямо околния въздух. Височината и светлото сечение на комина трябва да бъдат съобразени с количеството на извежданите газове и конструктивните параметри на горивното съоръжение. Има формули за изчисляване на параметрите височина и светло сечение при различни горивни камери и сгради. За доброто функциониране трябва вътрешната му стена да бъде гладко измазана и почистена, стените да са плътни, да няма пукнатини и чупки, да не е на външна стена (за да не се охлажда). При жилищни сгради комините трябва да надвишават най-високото бѝло на покрива с най-малко 0,50 до 1,00 m.
За да функционира коминът правилно и да няма връщане на изгорели газове в жилищното помещение, е необходимо да се осигури достатъчно приток на свеж въздух в жилищното помещение, за да се компенсира количеството, което е изведено навън през комина. При откритите горивни камери (камини без предпазни стъкла) това количество е по-голямо. При тези камини трябва да се осигурява специален приток на свеж въздух до горивната камера. Влошаване на работата на комина и връщане на изгорели газове може да се получи при подобряване херметичността на дограмата, както и включване на аспирация: ширмове, аспирация в съседни помещения (бани, тоалетна и др.)
С повишаването на качеството на горивните съоръжения, с цел да се подобри КПД на горивното съоръжение, се намалява температурата на извежданите изгорели газове. Това води до допълнителни проблеми като кондензат по стените на комина. Затова се поставят изисквания към качествата на комина, специално към материалите за изработка и изолацията към външната среда.
Изграждането на високи комини в промишлените съоръжения за изгаряне – ТЕЦ, топлоцентрали и др. имат за цел да изхвърлят изгорелите газове и носените от тях сажди и вредни съединения в по-високите слоеве и по този начин да не замърсяват близката околна среда, но не решават проблема с пречистването на газовете.
Горивното тяло и коминът трябва да бъдат изцяло съгласувани в своята работа.